# اف‌اچ‌بی مورتگیج بانک

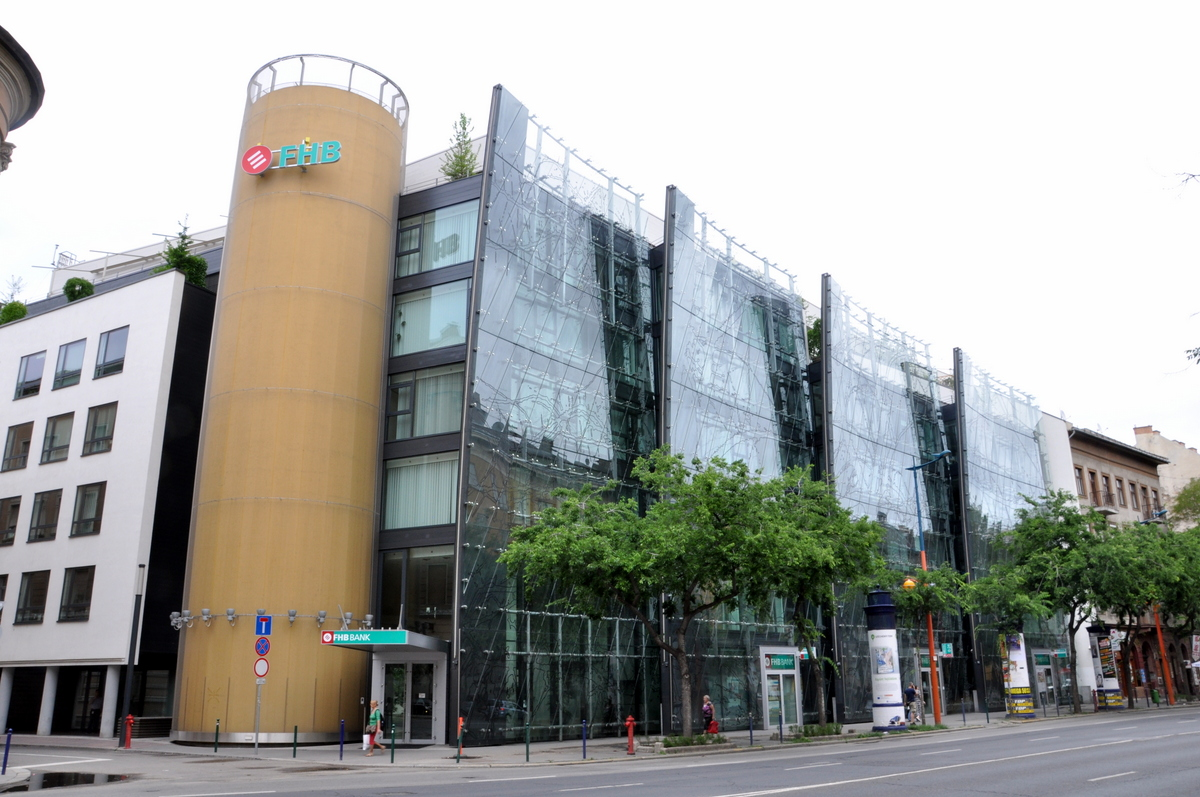
شعبه مرکزی بانک اف‌اچ‌بی، در شهر بوداپست

اف‌اچ‌بی مورتگیج بانک (به انگلیسی: FHB Mortgage Bank) شرکت خدمات مالی و بانکداری مجارستانی است، که در سال ۱۹۹۸ تأسیس شد و در حال حاضر به‌عنوان بزرگترین شرکت سرمایه‌گذاری مجارستان شناخته می‌شود.
شعبه مرکزی اف‌اچ‌بی مورتگیج بانک در شهر بوداپست، مجارستان قرار دارد و بخشی از سهام آن در بازار بورس بوداپست معامله می‌شود. دولت مجارستان با در اختیار داشتن اکثریت سهام این بانک، مالک اصلی آن محسوب می‌شود.